# 윤해영 (시인)
윤해영(尹海榮, 1909년 ~ 1956년?)은 일제강점기에 만주 지역에서 활동한 시인이다.

## 생애
함경북도 출생으로 룽징에서 교사로 근무했다는 것 외에는 신상에 대해서는 잘 알려져 있지 않다. "일송정 푸른솔은 늙어늙어 갔어도"라는 가사로 시작되는 가곡 〈선구자〉가 항일 정신을 담은 노래로 알려져 대한민국에서 오래 불리면서 이 노래의 작사가로 유명해졌다.
윤해영은 〈선구자〉의 작곡가 조두남의 회고록을 통해 신비한 독립투사 청년으로 묘사되었다. 조두남은 1932년 〈선구자〉를 작곡할 때 하얼빈의 한 여관에서 윤해영을 만나 가사를 받았으나 이후 홀연히 사라져 다시 보지 못했다고 회고한 바 있다.
만주 지역이 중화인민공화국의 영역이 되면서 오랫동안 접근이 쉽지 않아 조두남이 묘사한 내용에 따른 이같은 인식이 오래 지속되었다.  그러나 1990년대 이후 당시 조두남과 함께 활동했던 음악인 김종화가 조두남의 회고록 내용은 사실과 다르다고 폭로하면서 윤해영의 실제 행적이 드러나기 시작했다.
새로 밝혀진 바에 따르면 윤해영은 조두남의 회고에 등장하는 시기보다 늦은 1940년대에 주로 활동한 인물로, 〈용정의 노래〉, 〈만주 아리랑〉, 〈오랑캐고개〉, 〈해란강〉, 〈아리랑 만주〉, 〈사계〉, 〈발해고지〉, 〈척토기〉, 〈낙토 만주〉 등 일본 제국의 만주 침략으로 세워진 만주국의 건국 이념을 찬양하는 다수의 친일 시를 발표했다.  이 가운데 〈낙토 만주〉는 만주국에서 정책적으로 널리 보급한 노래이며, 〈아리랑 만주〉는 만주국 건국 10주년을 기념한 《만선일보》의 공모전에서 당성된 작품이다. 또한 무단장에서 관제 단체인 오족협화회 지부의 선전과 간부를 지낸 인물인 것으로 드러났다.
학계의 연구가 잇따라 윤해영이 만주 지역의 대표적인 친일 시인이었다는 것은 통설이 되었으나, 문예비평가 김영수는 2005년에 《몽상의 시인 윤해영》에서 윤해영의 시에 등장하는 '오족', '오색기' 등 만주국의 상징이 실제로는 고구려 사상을 상징한다는 이설을 제기하기도 했다. 김영수는 윤해영이 검열을 속이기 위해 만주국에서 흔히 쓰이는 단어에 다른 뜻을 숨겨 사용했는데, 이를 표면만 읽은 학자들이 오독했다고 주장했다.
일제 패망 후 조선민주주의인민공화국으로 가서 토지 개혁 정책을 찬양하는 〈분배받은 땅〉이라는 노래를 발표하기도 했으며, 1956년 사망한 것으로 전해 들었다는 증언이 있다. 만주에서 애창된 〈동북인민 행진곡〉, 〈동북인민자위군 송가〉도 윤해영 작시의 노래이다.
2008년 민족문제연구소가 정리한 친일인명사전 수록예정자 명단 문학 부문에 포함되었다.

## 같이 보기
- 선구자
- 오족협화회

## 참고자료
- 류연산 (2003년 7월 4일). 〈〈선구자〉는 없다〉. 《만주 아리랑  (잊혀진 대륙, 일만 리 만주 기행)》. 서울: 돌베개. ISBN 89-7199-162-3.